# Haarcel
Haarcellen zijn de zintuigreceptoren van het gehoor- en evenwichtsorgaan bij gewervelden. In zoogdieren liggen de haarcellen in het orgaan van Corti op een dunne lamina basilaris in de cochlea van het binnenoor. 
Ze hebben hun naam te danken aan de stereocilia op het apicale oppervlak van de cel.
Van haarcellen in de cochlea van een zoogdier zijn twee soorten, welke anatomisch en functioneel verschillen: binnenste en buitenste haarcellen. Bij beschadigingen aan deze haarcellen zal er verminderd horen optreden, met andere woorden sensorische slechthorendheid.
Een alternatieve benaming voor haarcel is trilhaar. Niet te verwarren met trilhaar, een organel.

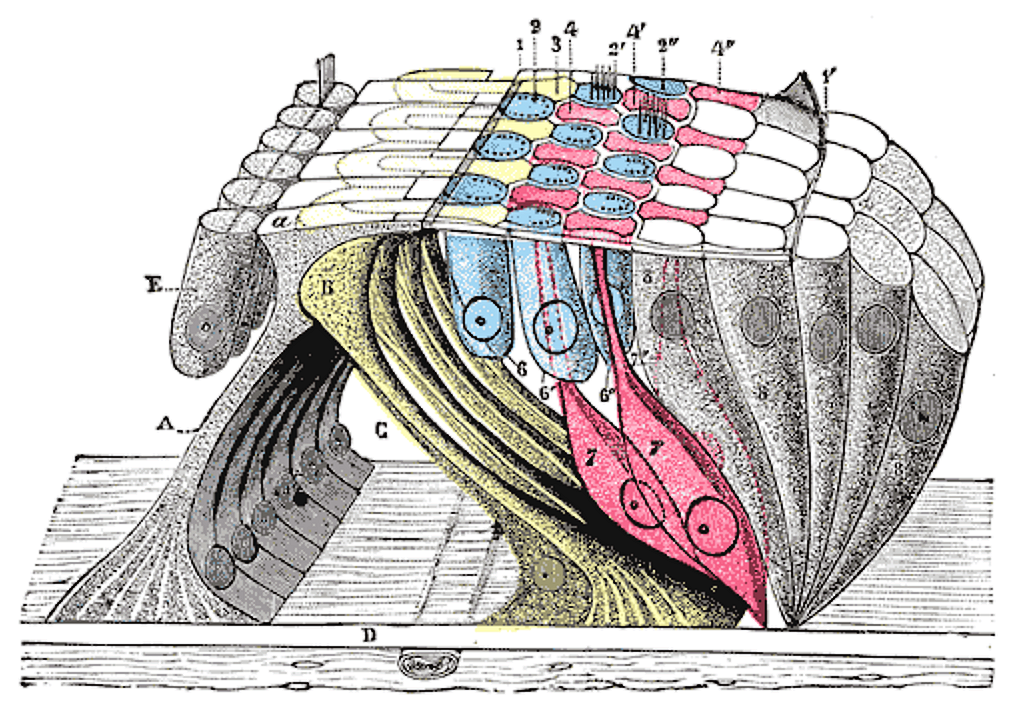
De membrana reticularis en onderliggende structuren.
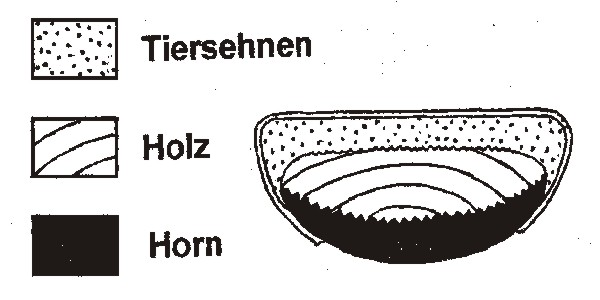
Afbeelding van het binnenoor met het halfcirkelvormige kanaal, de haarcellen, de ampulla, de cupula, nervus vestibularis en vloeistof.